# هونج نام-كي
هونج نام-كي هو سياسي كوري جنوبي، ولد في 29 يوليو 1960 في مدينة تشنتشون في كوريا الجنوبية. انتخب Minister of Economy and Finance (South Korea) ‏ (نوفمبر 2018 – ).